# Campeonato Mundial de Lucha de 2008
El LIX Campeonato Mundial de Lucha se celebró en Tokio (Japón) entre el 11 y el 13 de octubre de 2008 bajo la organización de la Federación Internacional de Luchas Asociadas (FILA) y la Federación Japonesa de Lucha. Solamente se compitió en las categorías del estilo libre femenino.
Las competiciones se realizaron en el Gimnasio Nacional Yoyogi de la capital japonesa.

## Resultados

### Lucha libre femenina
| Evento | Oro                          | Plata                          | Bronce                                                             |
| ------ | ---------------------------- | ------------------------------ | ------------------------------------------------------------------ |
| 48 kg  | Clarissa Chun Estados Unidos | Zhuldyz Eshimova · Kazajistán  | Makiko Sakamoto Japón Su Guibei China                              |
| 51 kg  | Hitomi Sakamoto Japón        | Maryna Markevich · Bielorrusia | Vanessa Boubryemm · Francia · Yuliya Blahinia · Ucrania            |
| 55 kg  | Saori Yoshida Japón          | Tetiana Lazareva · Ucrania     | Tatiana Padilla · Estados Unidos · Brittanee Laverdure · Canadá    |
| 59 kg  | Ayako Shoda Japón            | Natalia Golts · Rusia          | Elvira Mürsəlova · Azerbaiyán · Agata Pietrzyk · Polonia           |
| 63 kg  | Mio Nishimaki Japón          | Liubov Volosova · Rusia        | Audrey Prieto Francia Meng Lili China                              |
| 67 kg  | Martine Dugrenier · Canadá   | Mami Shinkai Japón             | Kateryna Burmistrova · Ucrania · Ochirbatyn Nasanburmaa · Mongolia |
| 72 kg  | Stanka Zlateva Bulgaria      | Hong Yan China                 | Kyoko Hamaguchi · Japón · Ohenewa Akuffo · Canadá                  |

## Medallero
| Núm. | País           | Oro | Plata | Bronce | Total |
| ---- | -------------- | --- | ----- | ------ | ----- |
| 1    | Japón          | 4   | 1     | 2      | 7     |
| 2    | Canadá         | 1   | 0     | 2      | 3     |
| 3    | Estados Unidos | 1   | 0     | 1      | 2     |
| 4    | Bulgaria       | 1   | 0     | 0      | 1     |
| 5    | Rusia          | 0   | 2     | 0      | 2     |
| 6    | China          | 0   | 1     | 2      | 3     |
| 6    | Ucrania        | 0   | 1     | 2      | 3     |
| 8    | Bielorrusia    | 0   | 1     | 0      | 1     |
| 8    | Kazajistán     | 0   | 1     | 0      | 1     |
| 10   | Francia        | 0   | 0     | 2      | 2     |
| 11   | Azerbaiyán     | 0   | 0     | 1      | 1     |
| 11   | Mongolia       | 0   | 0     | 1      | 1     |
| 11   | Polonia        | 0   | 0     | 1      | 1     |
|      | TOTAL          | 7   | 7     | 14     | 28    |